# Horné Strháre
Horné Strháre é um município da Eslováquia, situado no distrito de Veľký Krtíš, na região de Banská Bystrica. Tem 12,78 km² de área e sua população em 2018 foi estimada em 257 habitantes.

## Demografia
| Ano:        | 1994 | 2004    | 2014   | 2024   |
| ----------- | ---- | ------- | ------ | ------ |
| Broj ljudi: | 193  | 234     | 244    | 253    |
| Razlika:    |      | +21,24% | +4,27% | +3,68% |

| Ano:               | 2023 | 2024   |
| ------------------ | ---- | ------ |
| Número de pessoas: | 251  | 253    |
| Diferença:         |      | +0,79% |